# L'ultimo uomo di Sara
L'ultimo uomo di Sara è un film del 1973 scritto e diretto da Maria Virginia Onorato.

## Trama
Milano, quartiere Brera. Sara, una donna separata dal marito, viene trovata morta nel suo appartamento, probabilmente suicidata. Appassionata di cinema, aveva collocato cineprese in vari angoli della casa per venire ripresa durante i lavori domestici, le visite degli amici, gli incontri con gli amanti. L'ex marito, sopravvenuto per il funerale, per capire le ragioni del suicidio si mette a visionare le pellicole girate dalla donna. Nella ricerca lo aiuta Anna, forse amica della ex moglie, ma dietro di loro indaga anche la polizia, che avanza sospetti su di lui. 
In realtà Anna è amica dell'ultimo amante di Sara, un provocatore di estrema destra che durante un corteo ha fatto esplodere una bomba, poi attribuita agli anarchici, e che poi ha pugnalato la donna per far sparire il filmato che lei aveva girato di nascosto e che avrebbe potuto incastrarlo. L'uomo, accortosi della trappola, informa la polizia, ma un fiancheggiatore dà fuoco all'appartamento distruggendo così ogni testimonianza.